# Roberto Gavaldón
Roberto Gavaldón (Jiménez, 7 giugno 1909 – Città del Messico, 4 settembre 1986) è stato un regista e sceneggiatore messicano.

## Biografia
Attivo negli anni quaranta e cinquanta periodo definito "età dell'oro del cinema messicano"
È stato presente in concorso al Festival di Cannes quattro volte, nel 1953 con Le tre moschettiere (Las tres perfectas casadas), nel 1954 con El niño y la niebla, nel 1956 con La passionaria (La escondida) e nel 1960 con Morte in vacanza (Macario, tratto dall'omonimo racconto dello scrittore B. Traven). Quest'ultimo film è stato anche nominato nel 1961 al premio Oscar per il miglior film straniero.
È stato presente in concorso al Festival di Berlino due volte, nel 1958 con Miércoles de ceniza e nel 1959 con Oltre ogni limite (Flor de mayo).

## Filmografia parziale
- Il romanzo di Montecristo (El conde de Montecristo) (1942)
- Nana (1944)
- Vita rubata (La otra) (1946)
- La dea inginocchiata (La diosa arrodillada) (1947)
- La vita intima di Marcantonio e Cleopatra (La vida íntima de Marco Antonio y Cleopatra) (1947)
- Capitano Casanova (Adventures of Casanova) (1948)
- Rosauro Castro (1950)
- Nel palmo della mano (En la palma de tu mano) (1951)
- Odio mortale (La noche avanza) (1952)
- Santa Cruz (El rebozo de Soledad) (1952)
- Le tre moschettiere (Las tres perfectas casadas) (1953)
- El niño y la niebla (1953)
- Donne e arena (Camelia) (1954)
- Il piccolo fuorilegge (The Littlest Outlaw) (1955)
- La passionaria (La escondida) (1956)
- Miércoles de ceniza (1958)
- Oltre ogni limite (Flor de mayo) (1959)
- Morte in vacanza (Macario) (1960)

## Riconoscimenti
- Premio Ariel[6]
  - 1946 – Miglior regia per La barraca
  - 1952 – Miglior regia per Nel palmo della mano (En la palma de tu mano)
  - 1954 – Miglior regia per El niño y la niebla